# Saison 2015 de l'équipe cycliste BMC Racing
La saison 2015 de l'équipe cycliste BMC Racing est la neuvième de cette équipe.

## Préparation de la saison 2015

### Sponsors et financement de l'équipe
Le budget de l'équipe pour cette saison s'élève à 18 millions d'euros.

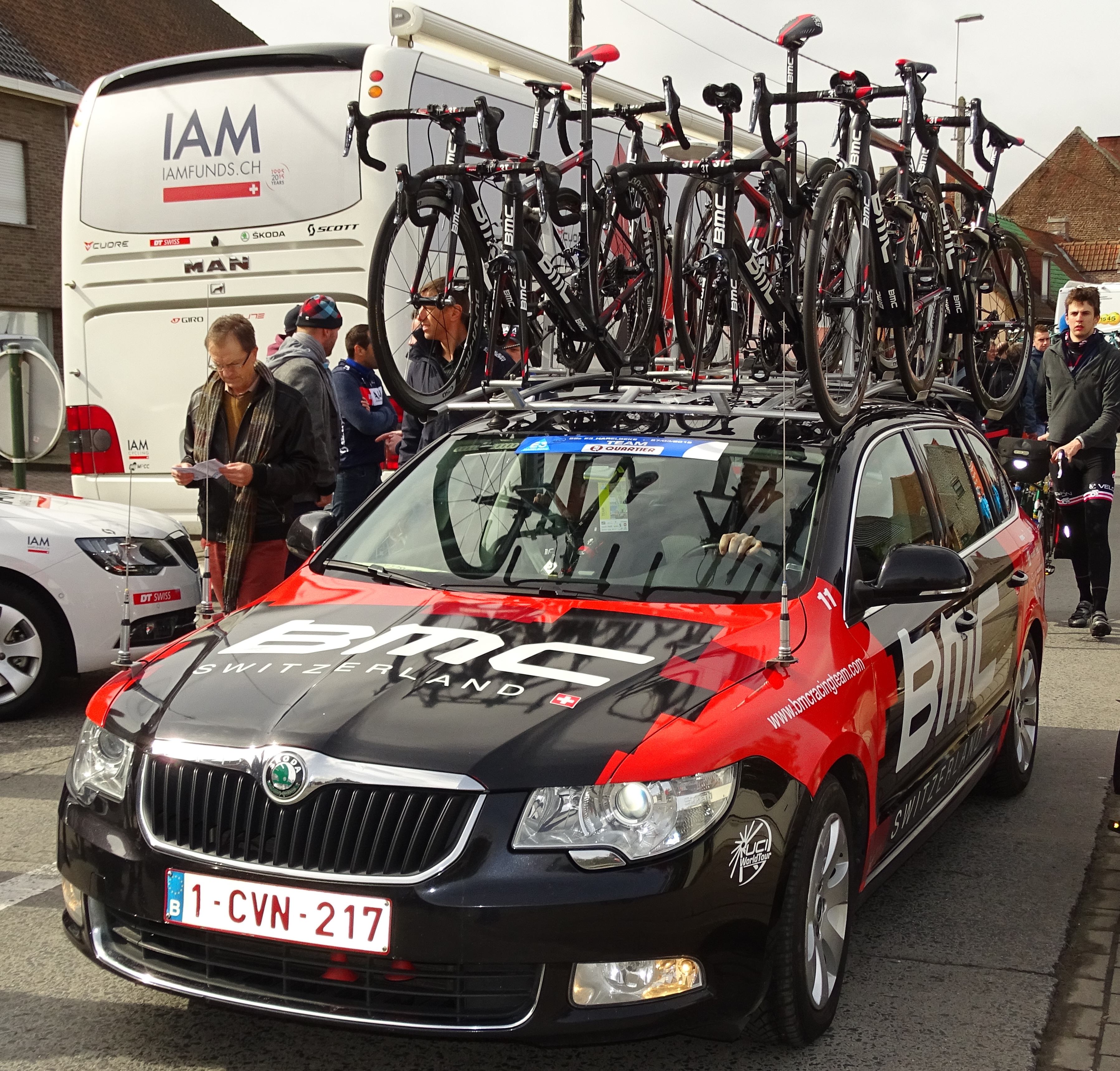
Une voiture de l'équipe lors du Grand Prix E3 2015.
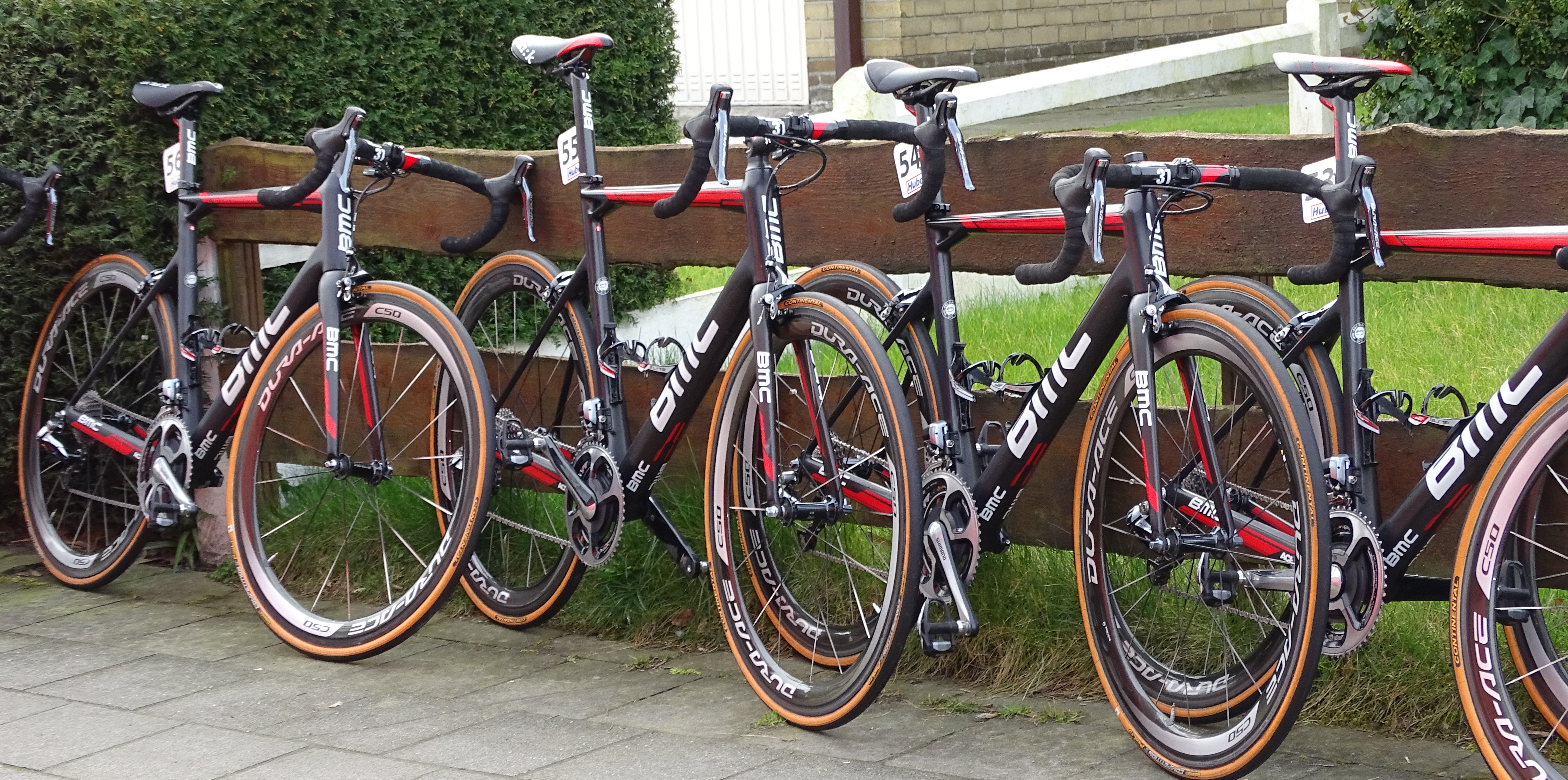
Les vélos BMC teammachine SLR01 utilisés par l'équipe, photographiés lors du Grand Prix E3 2015.
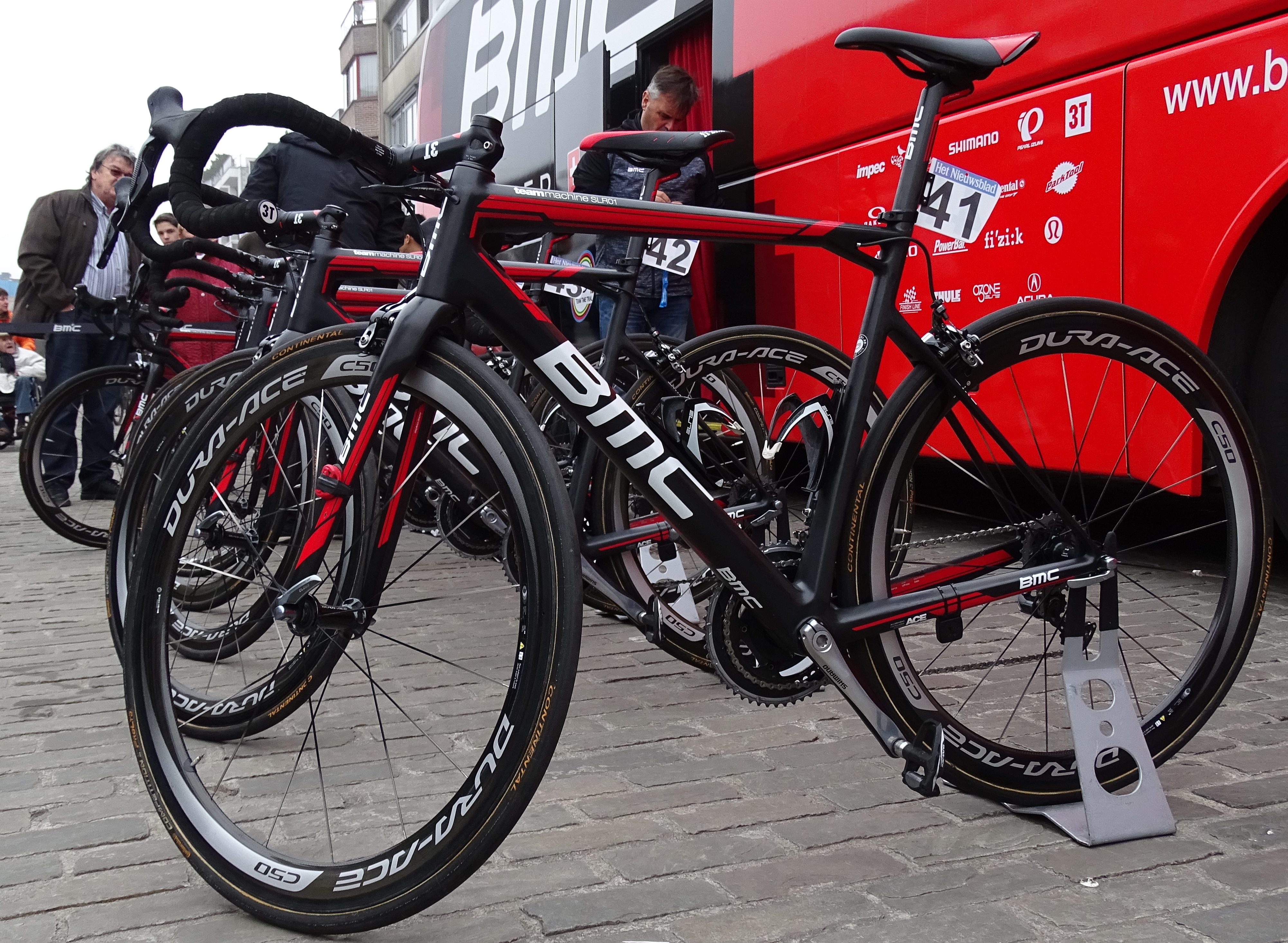
Vélo BMC teammachine SLR01 lors de la Nokere Koerse 2015.
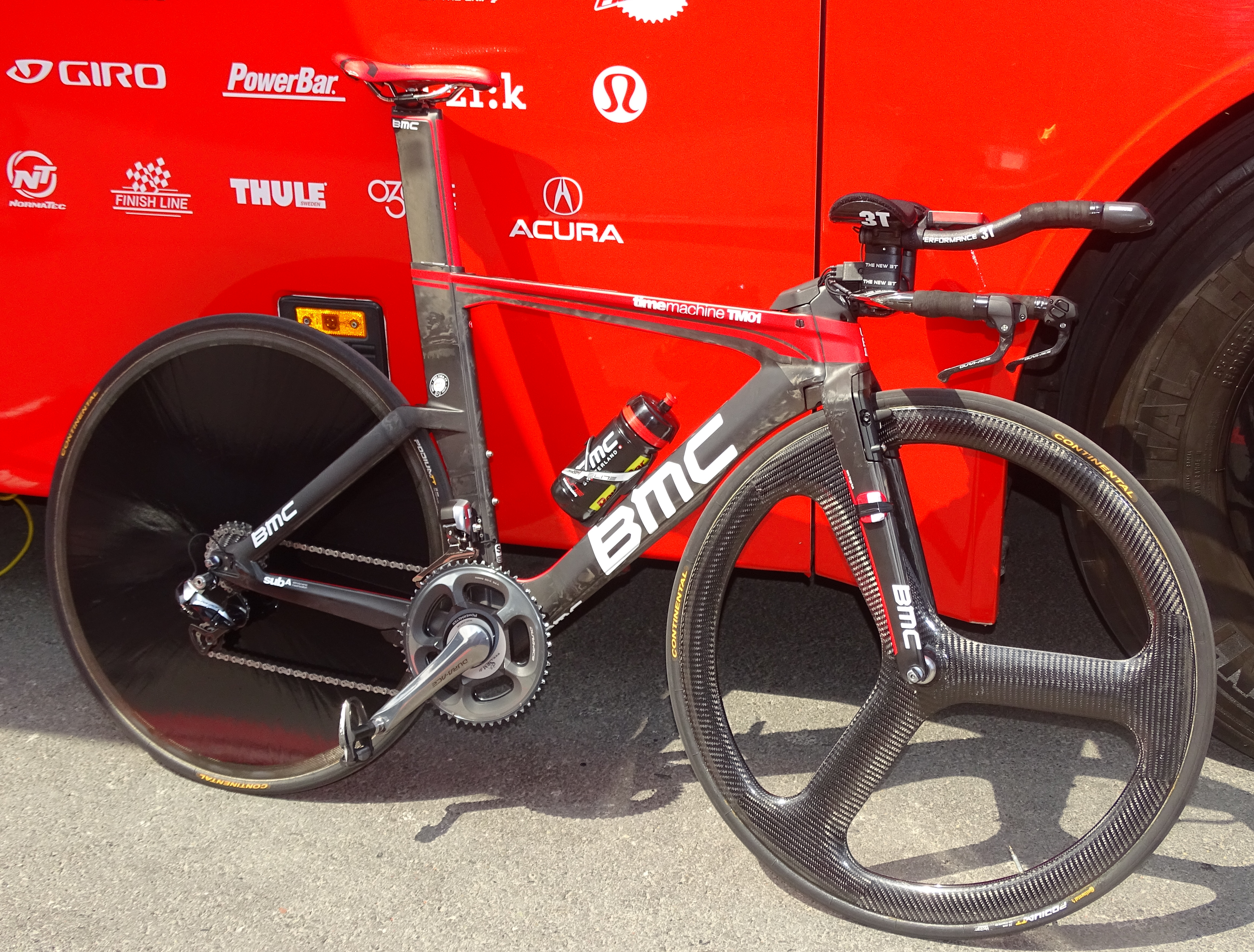
Vélo de contre-la-montre BMC timemachine TM01 lors du Tour de Belgique 2015.

### Arrivées et départs
| Arrivées             | Équipe 2014                     |
| -------------------- | ------------------------------- |
| Damiano Caruso       | Cannondale                      |
| Alessandro De Marchi | Cannondale                      |
| Jempy Drucker        | Wanty-Groupe Gobert             |
| Campbell Flakemore   | Avanti Racing                   |
| Stefan Küng          | BMC Development                 |
| Joey Rosskopf        | Hincapie Sportswear Development |
| Manuel Senni         | Colpack                         |
| Dylan Teuns          | BMC Development                 |

| Départs           | Équipe 2015         |
| ----------------- | ------------------- |
| Steve Cummings    | MTN-Qhubeka         |
| Yannick Eijssen   | Wanty-Groupe Gobert |
| Thor Hushovd      | retraite            |
| Martin Kohler     | Drapac              |
| Sebastian Lander  | Trefor-Blue Water   |
| Steve Morabito    | FDJ                 |
| Dominik Nerz      | Bora-Argon 18       |
| Lawrence Warbasse | IAM                 |

## Déroulement de la saison

### Mai-juin
Au Tour d'Italie, Damiano Caruso est désigné leader de l'équipe BMC Racing, avec l'objectif de terminer parmi les cinq premiers au classement général. Darwin Atapuma est son équipier en montagne. Les autres coureurs sélectionnés sont Brent Bookwalter, Marcus Burghardt, Philippe Gilbert, Amaël Moinard, Stefan Küng, Silvan Dillier et Rick Zabel. Ces trois derniers coureurs disputent leur premier grand tour. Amaël Moinard remplace Klaas Lodewyck, qui a dû renoncer à participer deux jours avant le départ, à cause de problèmes cardiaques. Le premier but de cette sélection est de s'emparer du maillot rose le premier jour, en gagnant le contre-la-montre par équipes. BMC Racing en prend la septième place.

### Tour de France
L'équipe BMC Racing se rend au départ du Tour de France avec l'objectif de faire monter son leader Tejay van Garderen sur le podium. Ses équipiers sont Rohan Dennis, Damiano Caruso, qui peut être un leader de remplacement, Danilo Wyss et Samuel Sanchez, chargés d'aider Van Garderen en montagne, Michael Schär, Daniel Oss et Manuel Quinziato, importants pour le contre-la-montre par équipes et pour épauler le leader dans les étapes de plaine, et Greg Van Avermaet, qui doit aider Van Garderen à passer les étapes belges et du nord de la France sans encombre. L'équipe commence ce Tour avec une victoire : Rohan Dennis gagne la première étape, à Utrecht, devant les favoris Tony Martin, Fabian Cancellara et Tom Dumoulin. Pris dans une bordure le lendemain, il perd le maillot jaune. BMC remporte la neuvième étape, disputée en contre-la-montre par équipes. Elle devance l'équipe Sky de moins d'une seconde. Après cette étape, Van Garderen et Van Avermaet sont placés aux deuxième et troisième places du classement général, derrière Chris Froome.

## Coureurs et encadrement technique

### Effectif
| Cycliste             | Date de naissance | Nationalité | Équipe 2014                     |  |
| -------------------- | ----------------- | ----------- | ------------------------------- |  |
| Darwin Atapuma       | 15 janvier 1988   | Colombie    | BMC Racing                      |  |
| Brent Bookwalter     | 16 février 1984   | États-Unis  | BMC Racing                      |  |
| Marcus Burghardt     | 30 juin 1983      | Allemagne   | BMC Racing                      |  |
| Damiano Caruso       | 12 octobre 1987   | Italie      | Cannondale                      |  |
| Alessandro De Marchi | 19 mai 1986       | Italie      | Cannondale                      |  |
| Rohan Dennis         | 28 mai 1990       | Australie   | BMC Racing                      |  |
| Silvan Dillier       | 3 août 1990       | Suisse      | BMC Racing                      |  |
| Jempy Drucker        | 3 septembre 1986  | Luxembourg  | Wanty-Groupe Gobert             |  |
| Cadel Evans          | 14 février 1977   | Australie   | BMC Racing                      |  |
| Campbell Flakemore   | 6 août 1992       | Australie   | Avanti Racing                   |  |
| Philippe Gilbert     | 5 juillet 1982    | Belgique    | BMC Racing                      |  |
| Ben Hermans          | 8 juin 1986       | Belgique    | BMC Racing                      |  |
| Stefan Küng          | 16 novembre 1993  | Suisse      | BMC Development                 |  |
| Klaas Lodewyck       | 24 mars 1988      | Belgique    | BMC Racing                      |  |
| Amaël Moinard        | 2 février 1982    | France      | BMC Racing                      |  |
| Daniel Oss           | 13 janvier 1987   | Italie      | BMC Racing                      |  |
| Taylor Phinney       | 27 juin 1990      | États-Unis  | BMC Racing                      |  |
| Manuel Quinziato     | 30 octobre 1979   | Italie      | BMC Racing                      |  |
| Joey Rosskopf        | 5 septembre 1989  | États-Unis  | Hincapie Sportswear Development |  |
| Samuel Sánchez       | 5 février 1978    | Espagne     | BMC Racing                      |  |
| Michael Schär        | 29 septembre 1986 | Suisse      | BMC Racing                      |  |
| Manuel Senni         | 11 mars 1992      | Italie      | Colpack                         |  |
| Peter Stetina        | 8 août 1987       | États-Unis  | BMC Racing                      |  |
| Dylan Teuns          | 1er mars 1992     | Belgique    | BMC Development                 |  |
| Greg Van Avermaet    | 17 mai 1985       | Belgique    | BMC Racing                      |  |
| Tejay van Garderen   | 12 août 1988      | États-Unis  | BMC Racing                      |  |
| Peter Velits         | 21 février 1985   | Slovaquie   | BMC Racing                      |  |
| Loïc Vliegen         | 20 décembre 1993  | Belgique    | BMC Development                 |  |
| Danilo Wyss          | 26 août 1985      | Suisse      | BMC Racing                      |  |
| Rick Zabel           | 8 décembre 1993   | Allemagne   | BMC Racing                      |  |
| Stagiaire            | Date de naissance | Nationalité | Équipe 2015                     |  |
| Tom Bohli            | 17 janvier 1994   | Suisse      | BMC Development                 |  |
| Kilian Frankiny      | 26 janvier 1994   | Suisse      | BMC Development                 |  |
| Floris Gerts         | 3 mai 1992        | Pays-Bas    | BMC Development                 |  |

Portraits
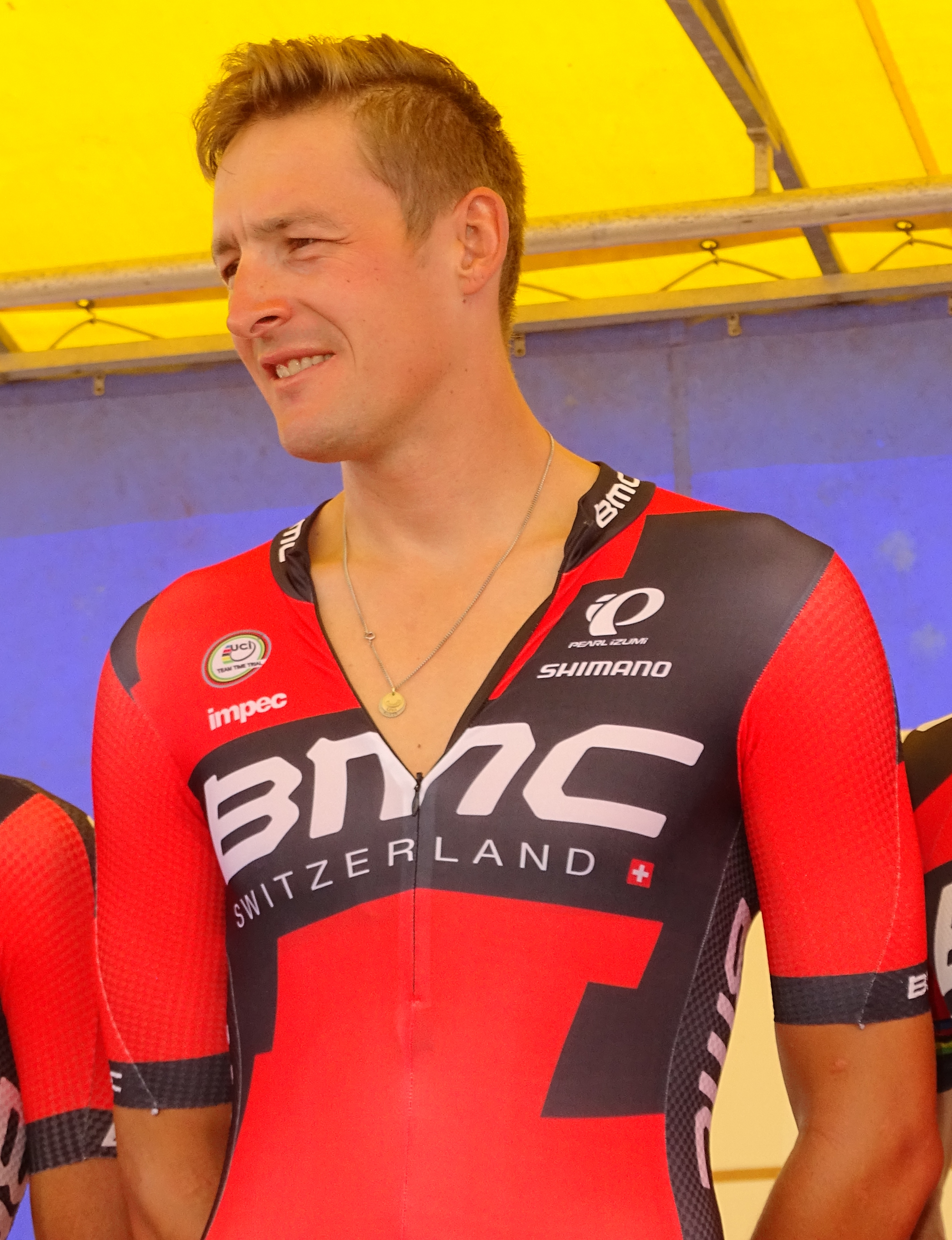
Marcus Burghardt.
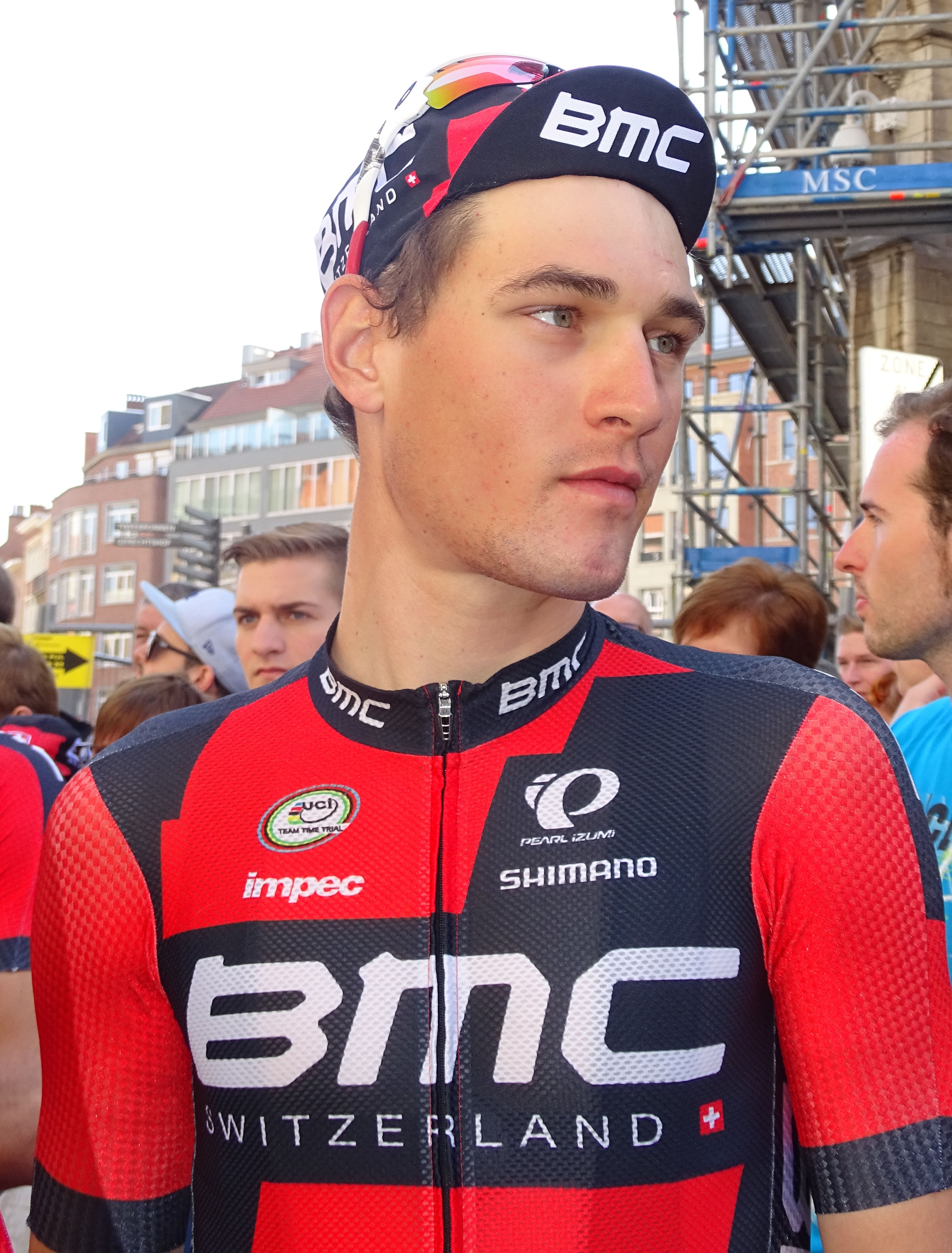
Silvan Dillier.
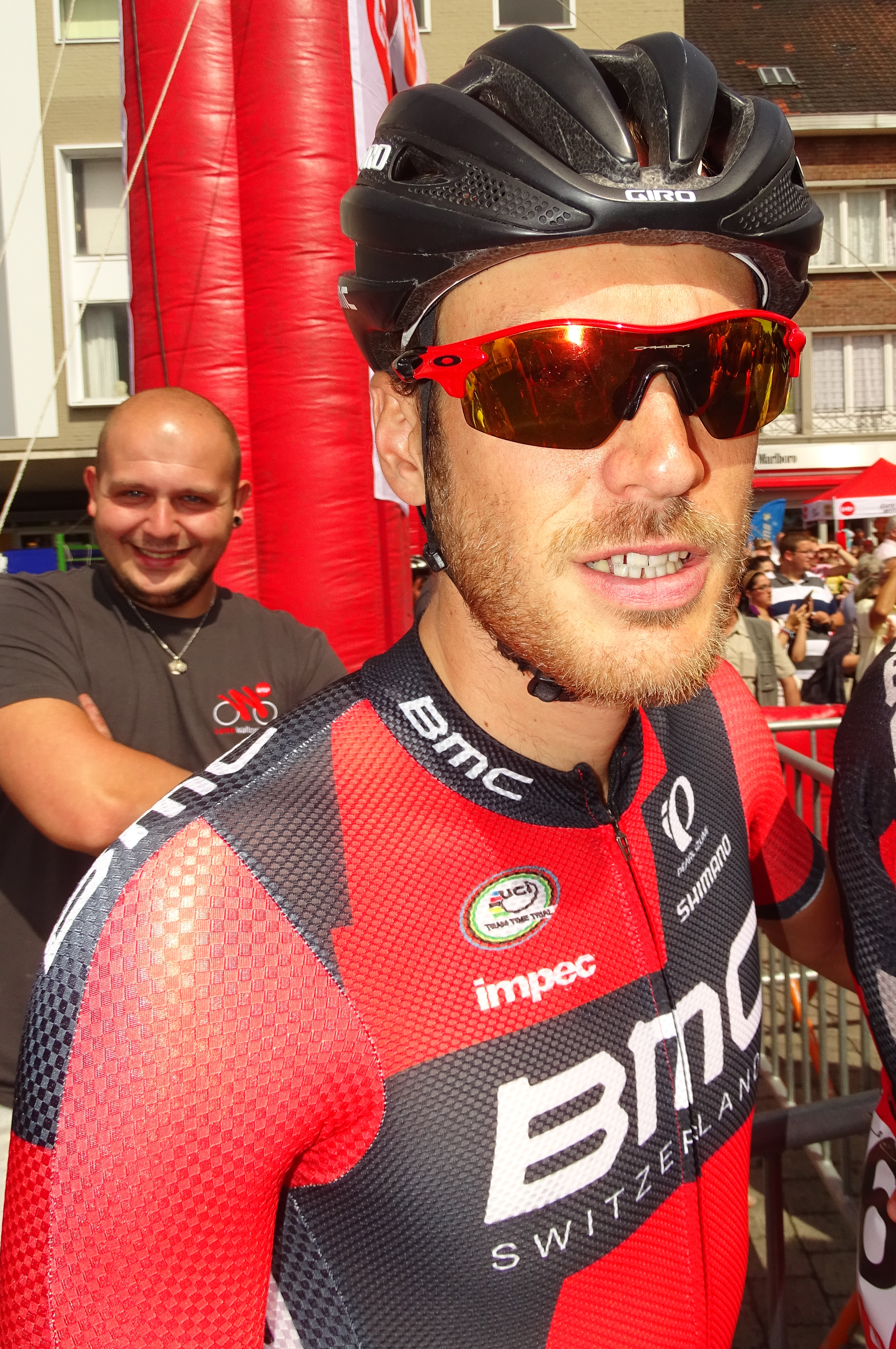
Jempy Drucker.
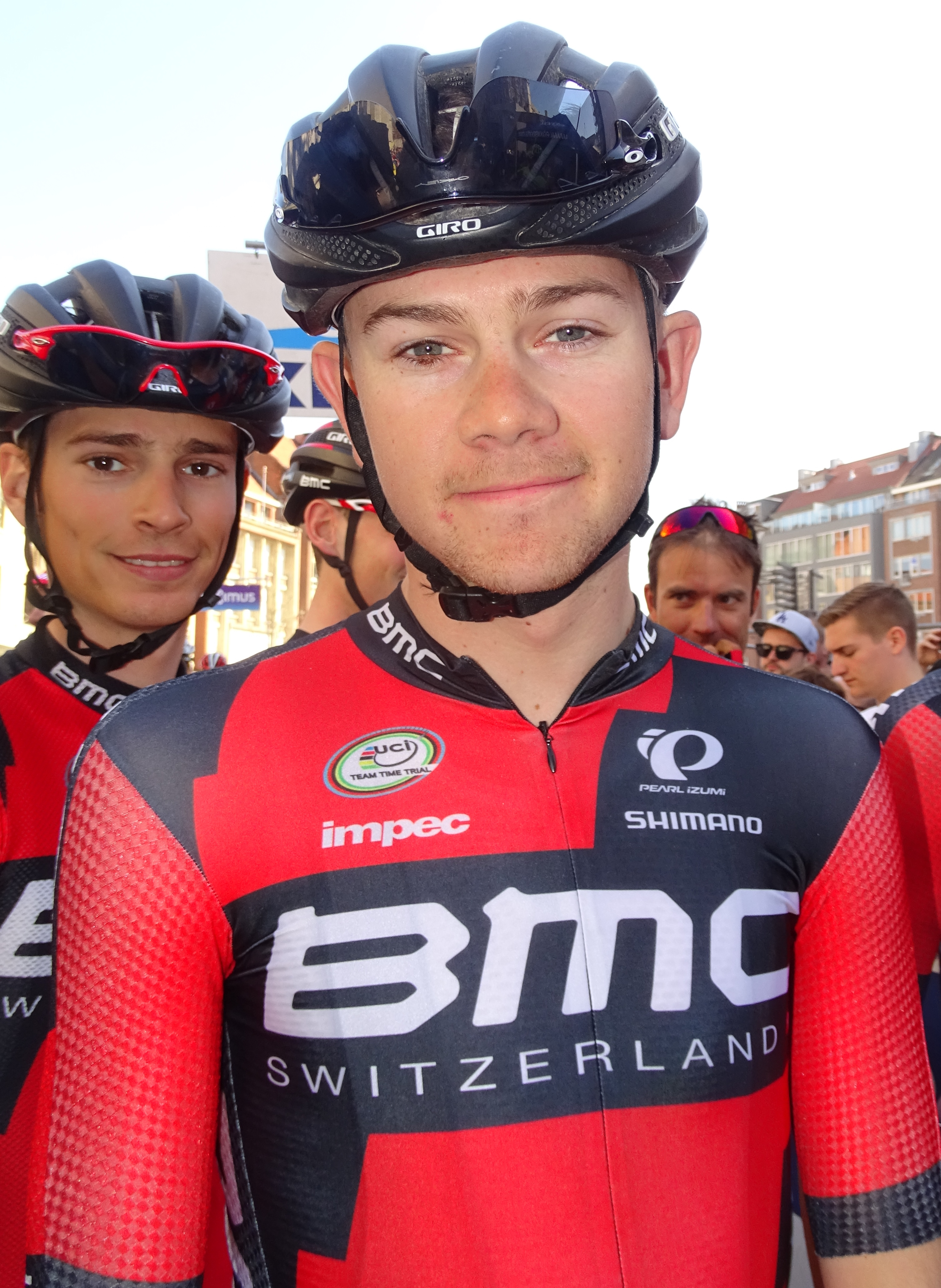
Campbell Flakemore.
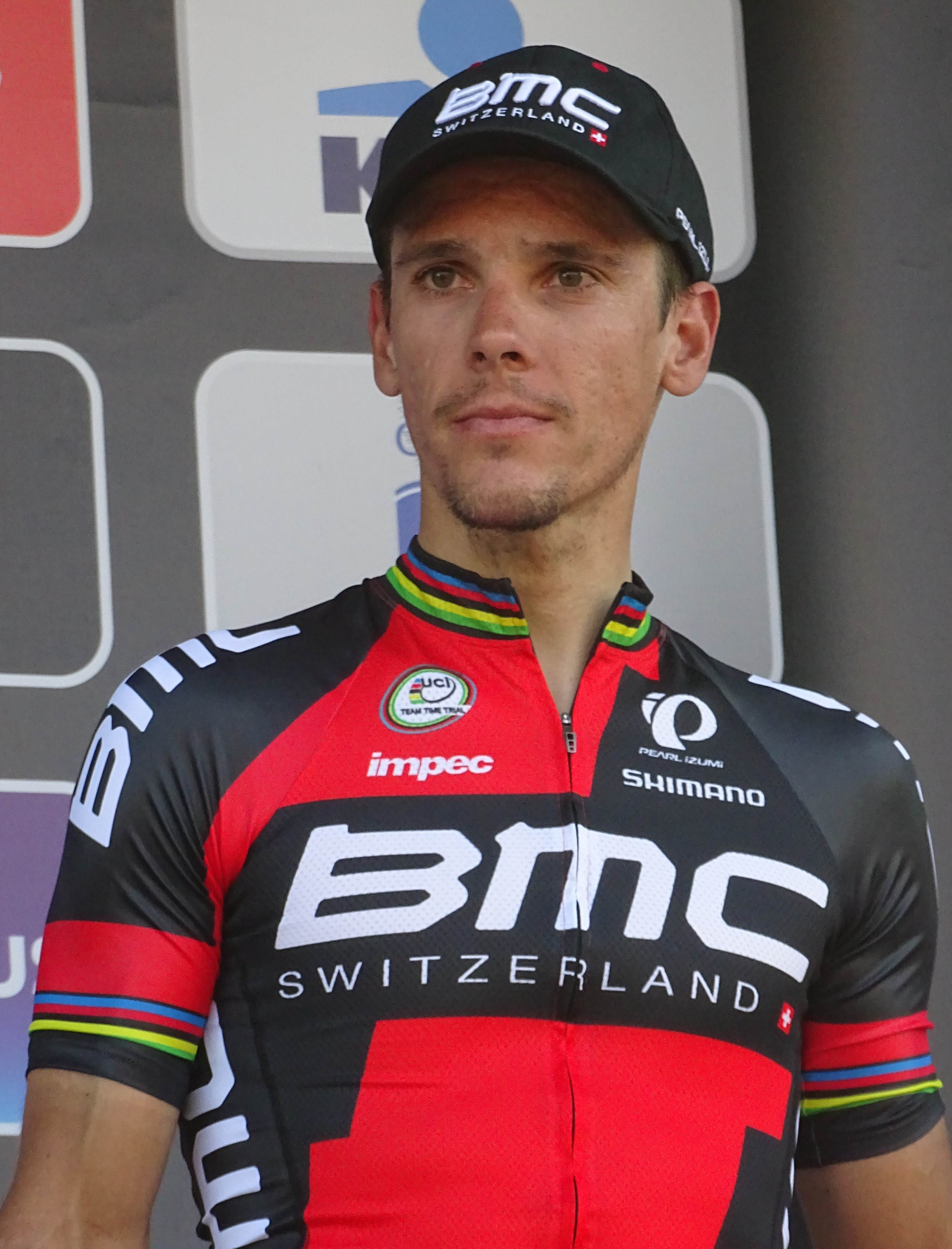
Philippe Gilbert.
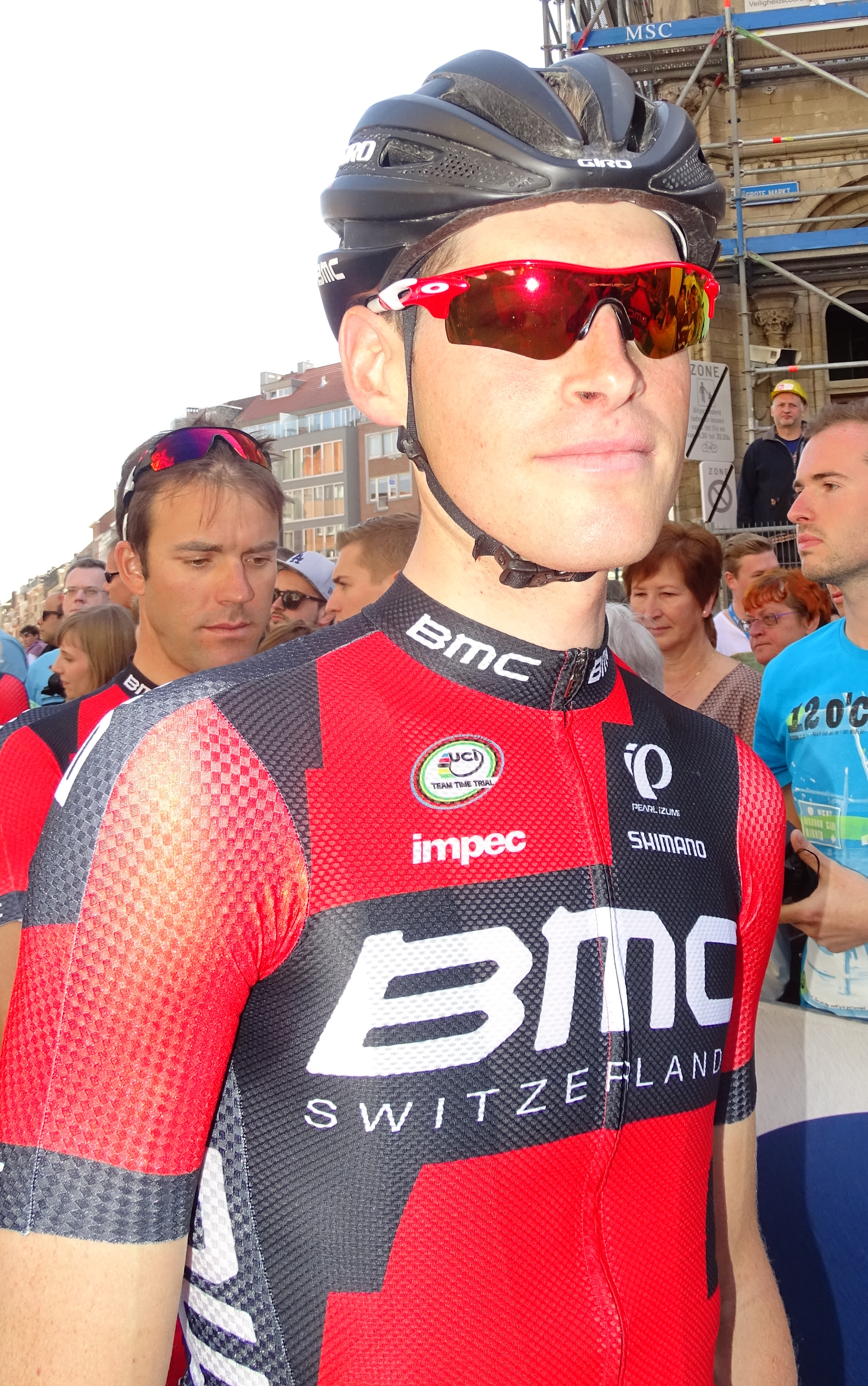
Ben Hermans.
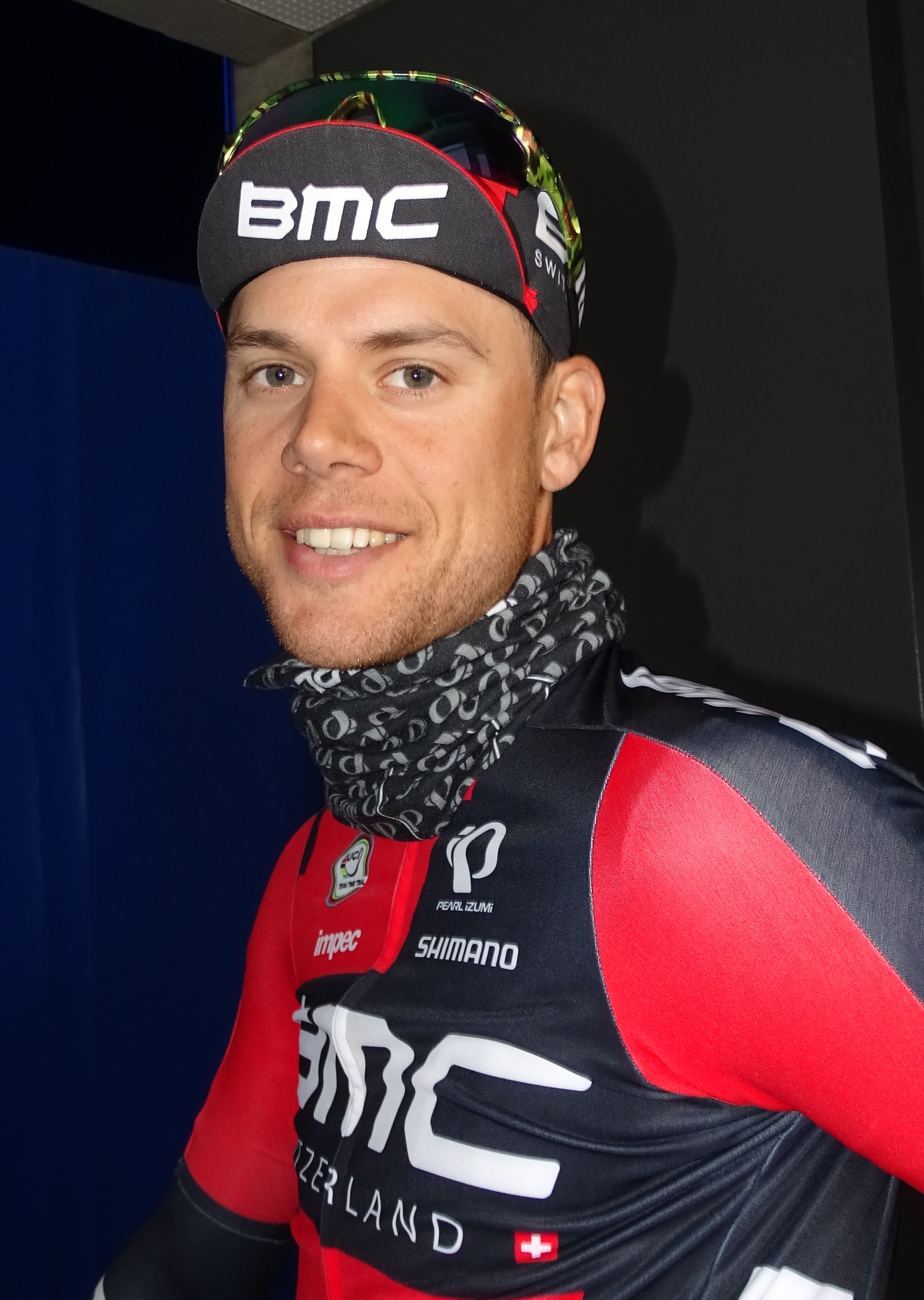
Klaas Lodewyck.
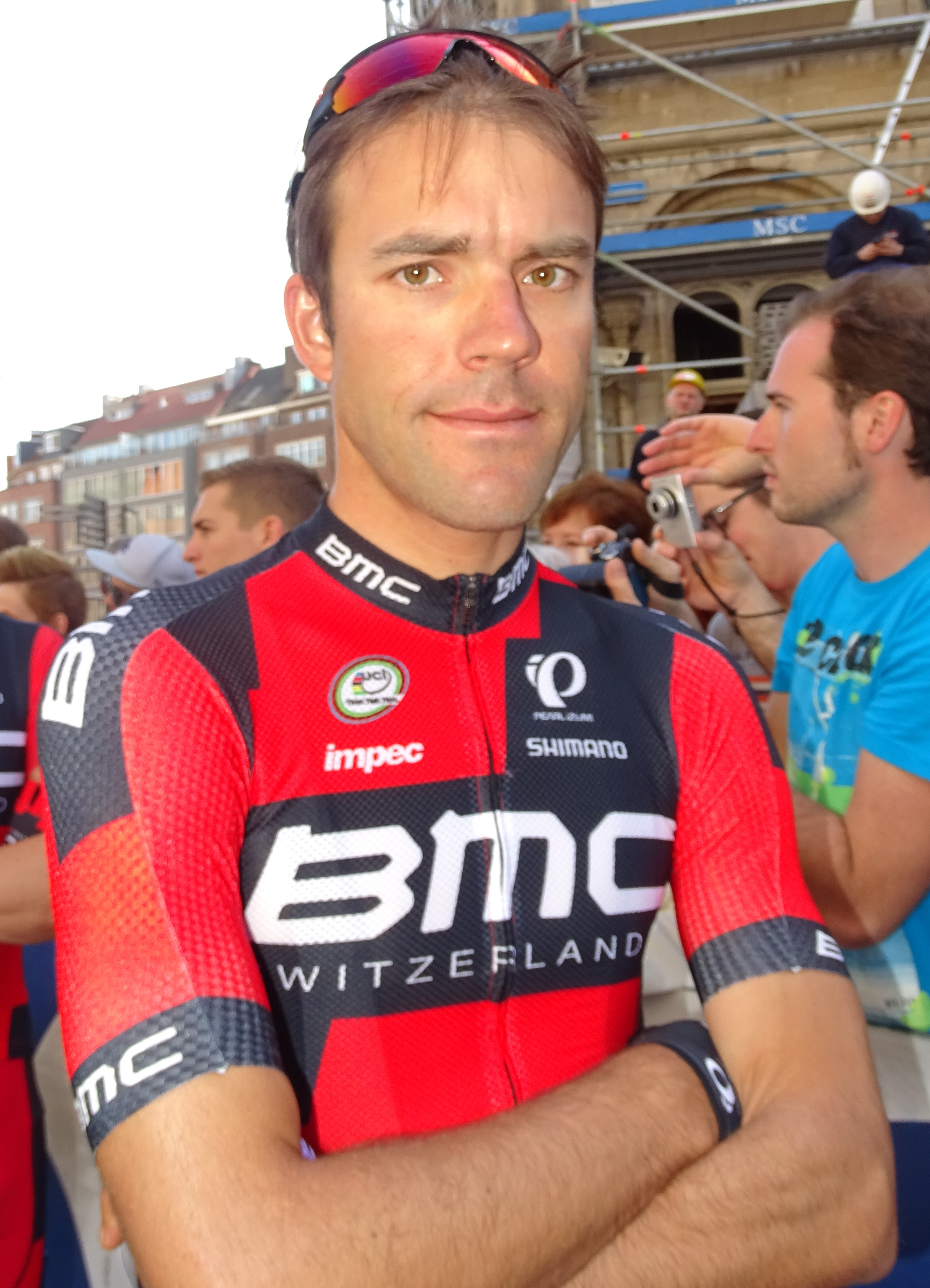
Amaël Moinard.
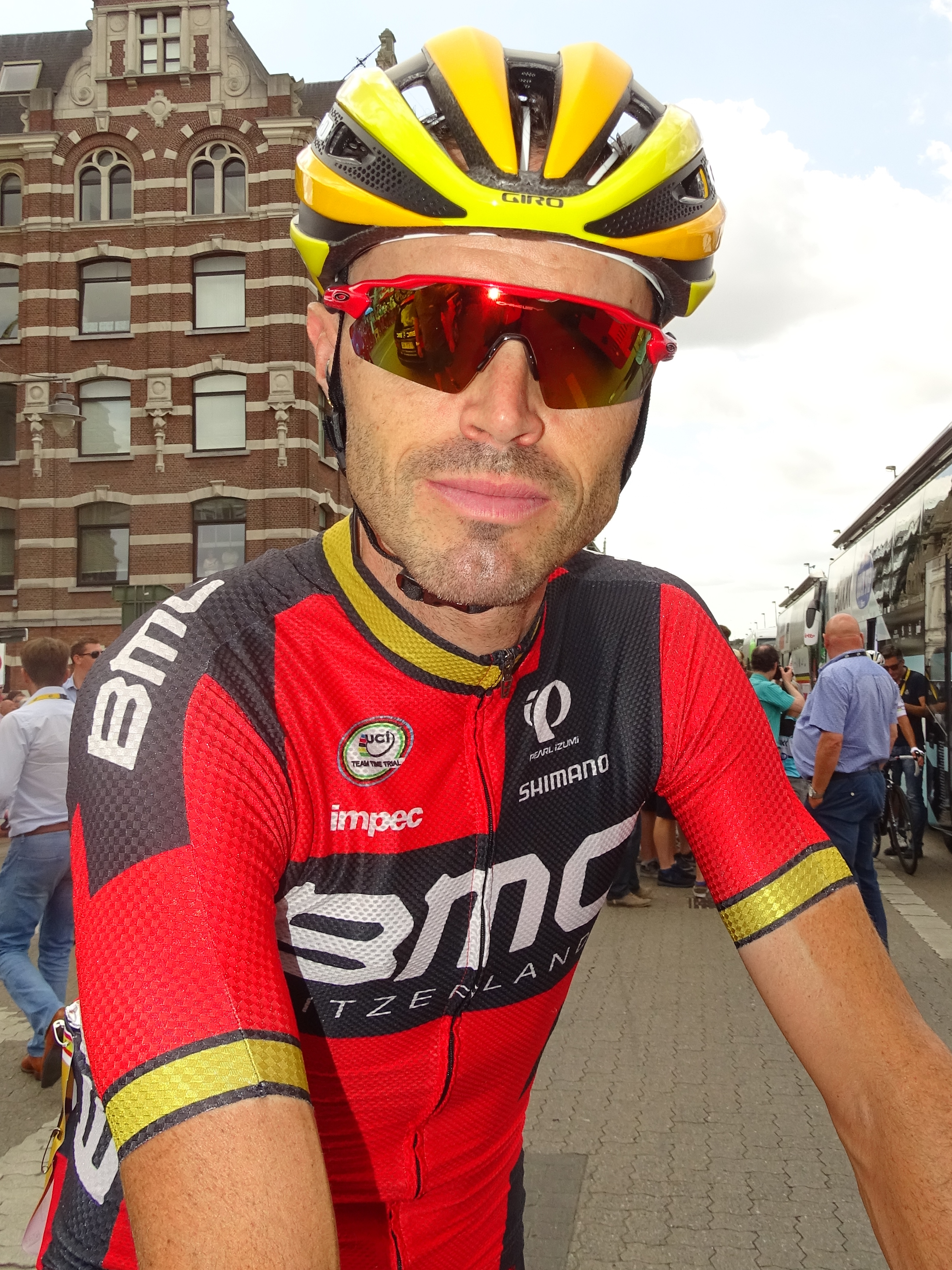
Samuel Sánchez.
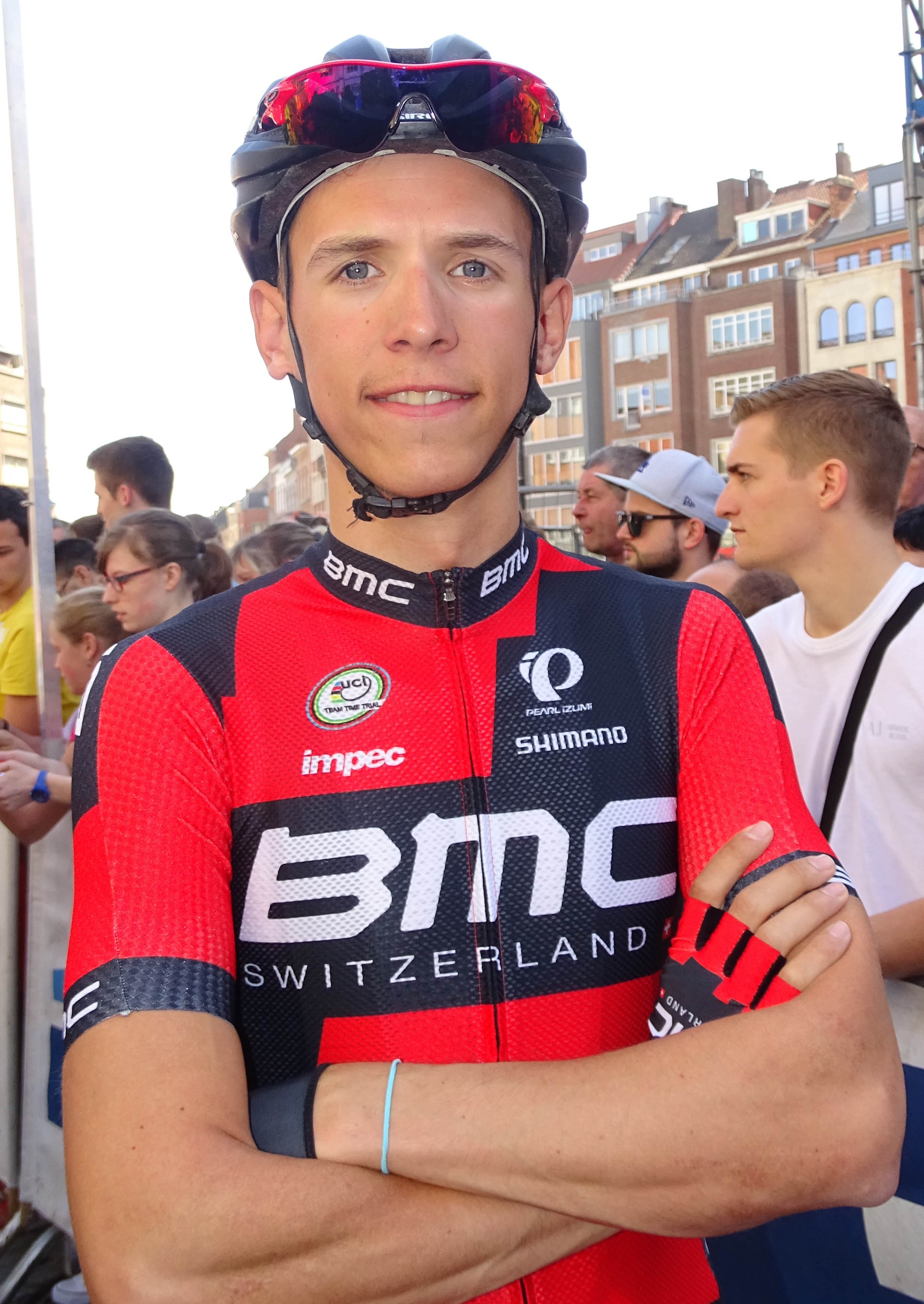
Dylan Teuns.
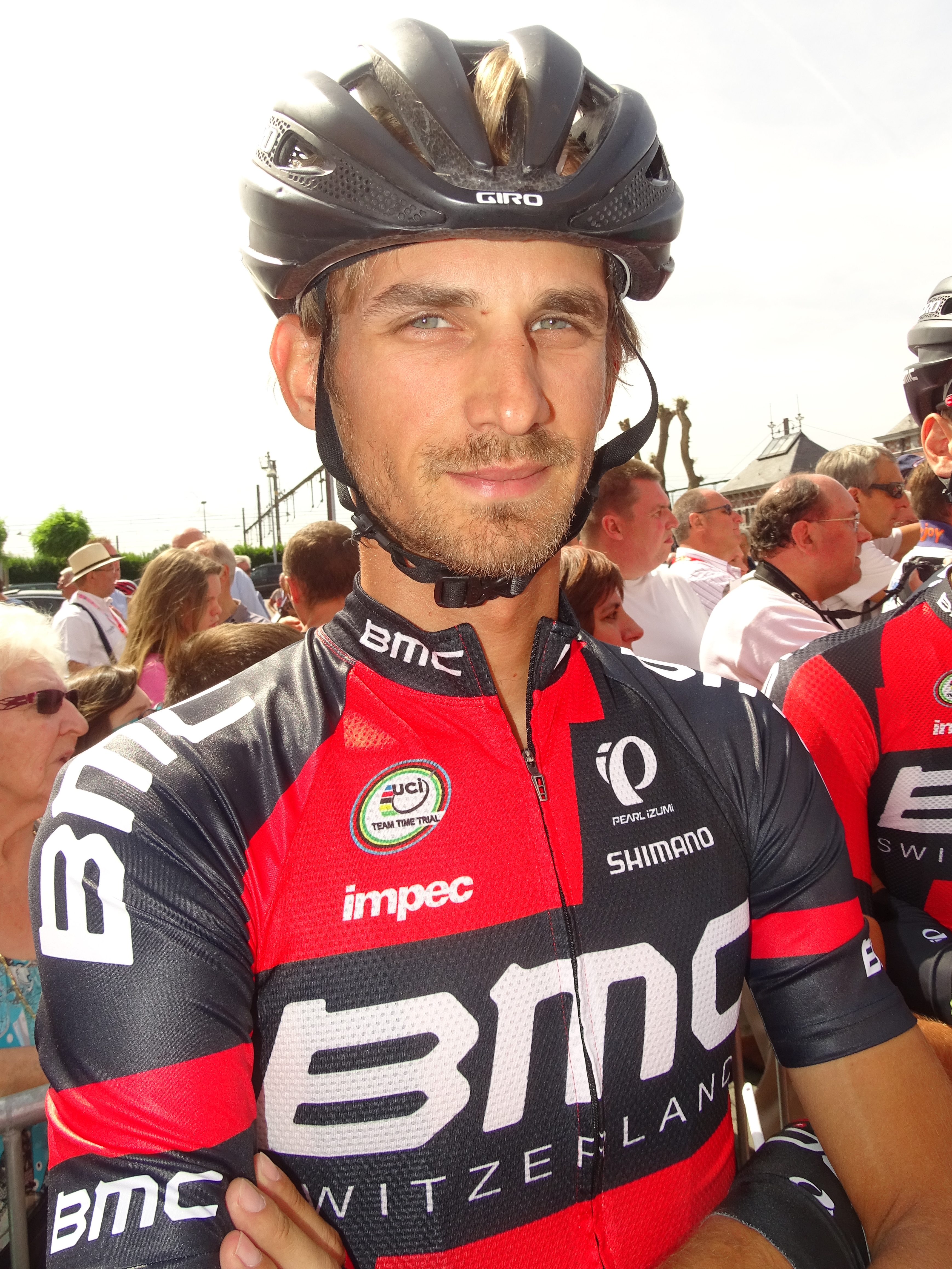
Peter Velits.
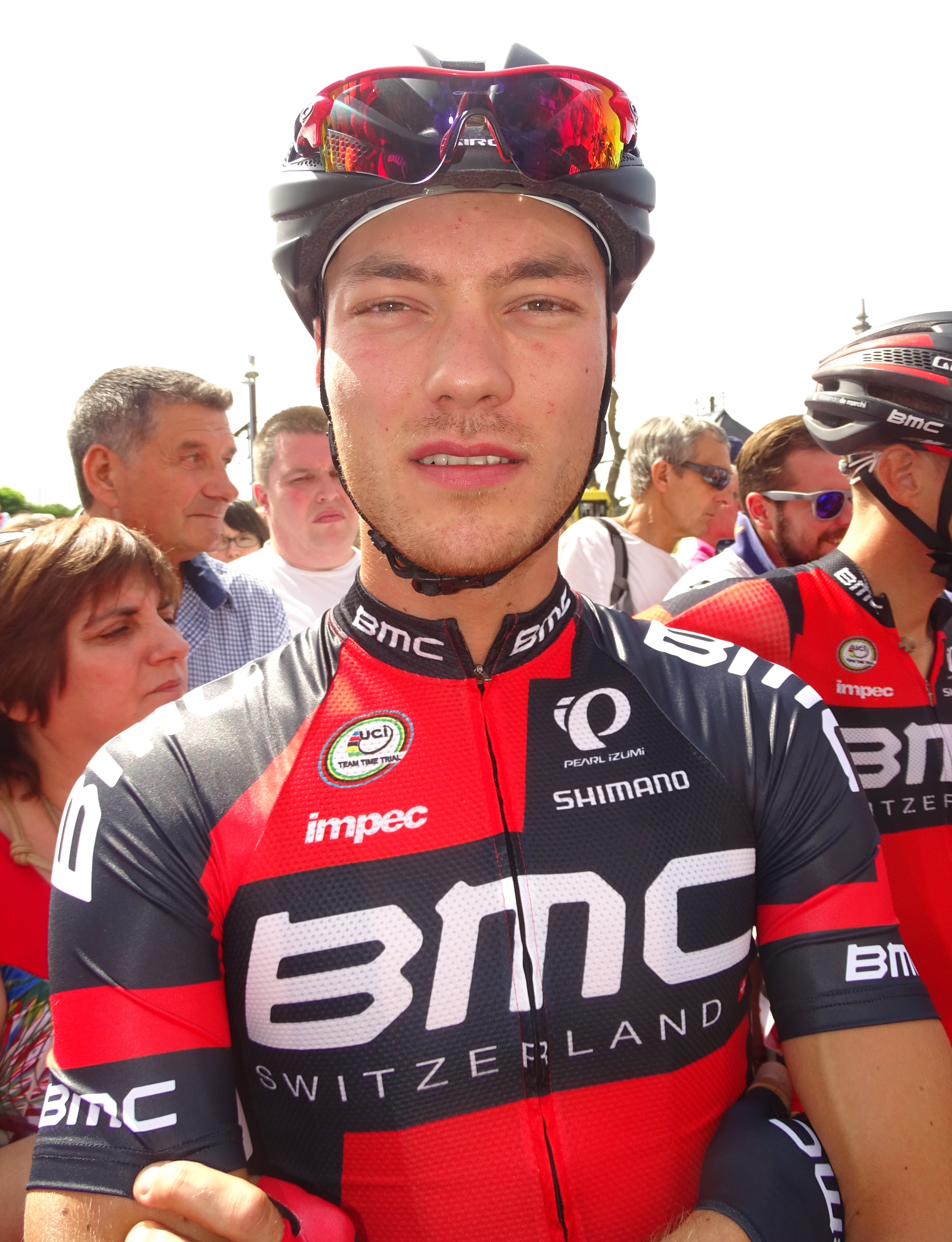
Loïc Vliegen.
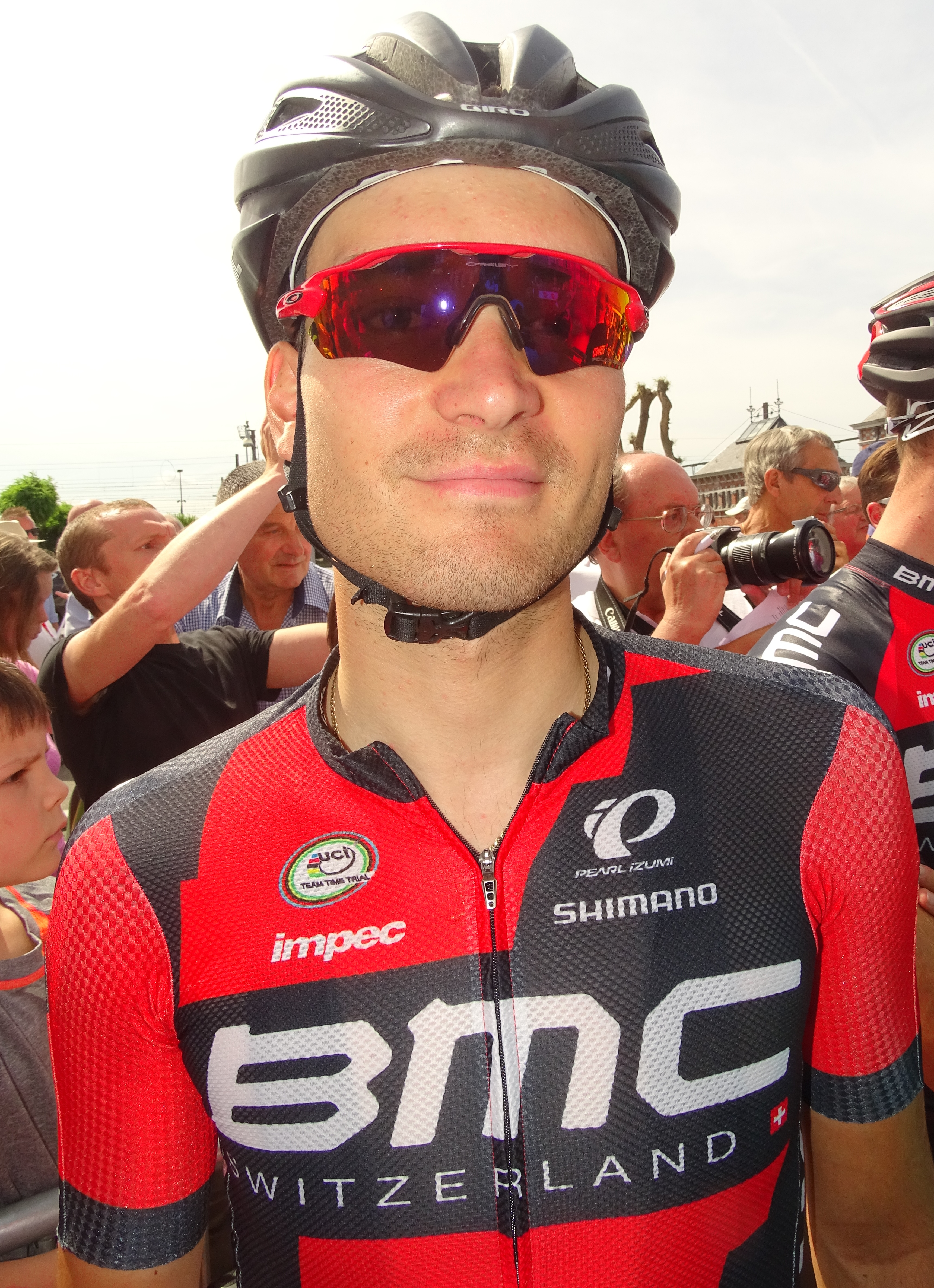
Rick Zabel.

### Encadrement
Allan Peiper est le manager sportif de l'équipe depuis 2014. Il a succédé à John Lelangue, parti après le Tour de France 2013. Peiper était arrivé en 2013 en tant que directeur de la performance. Les directeurs sportifs de l'équipe sont Fabio Baldato, Yvon Ledanois, Valerio Piva, Maximilian Sciandri et Jackson Stewart.

## Bilan de la saison

### Victoires

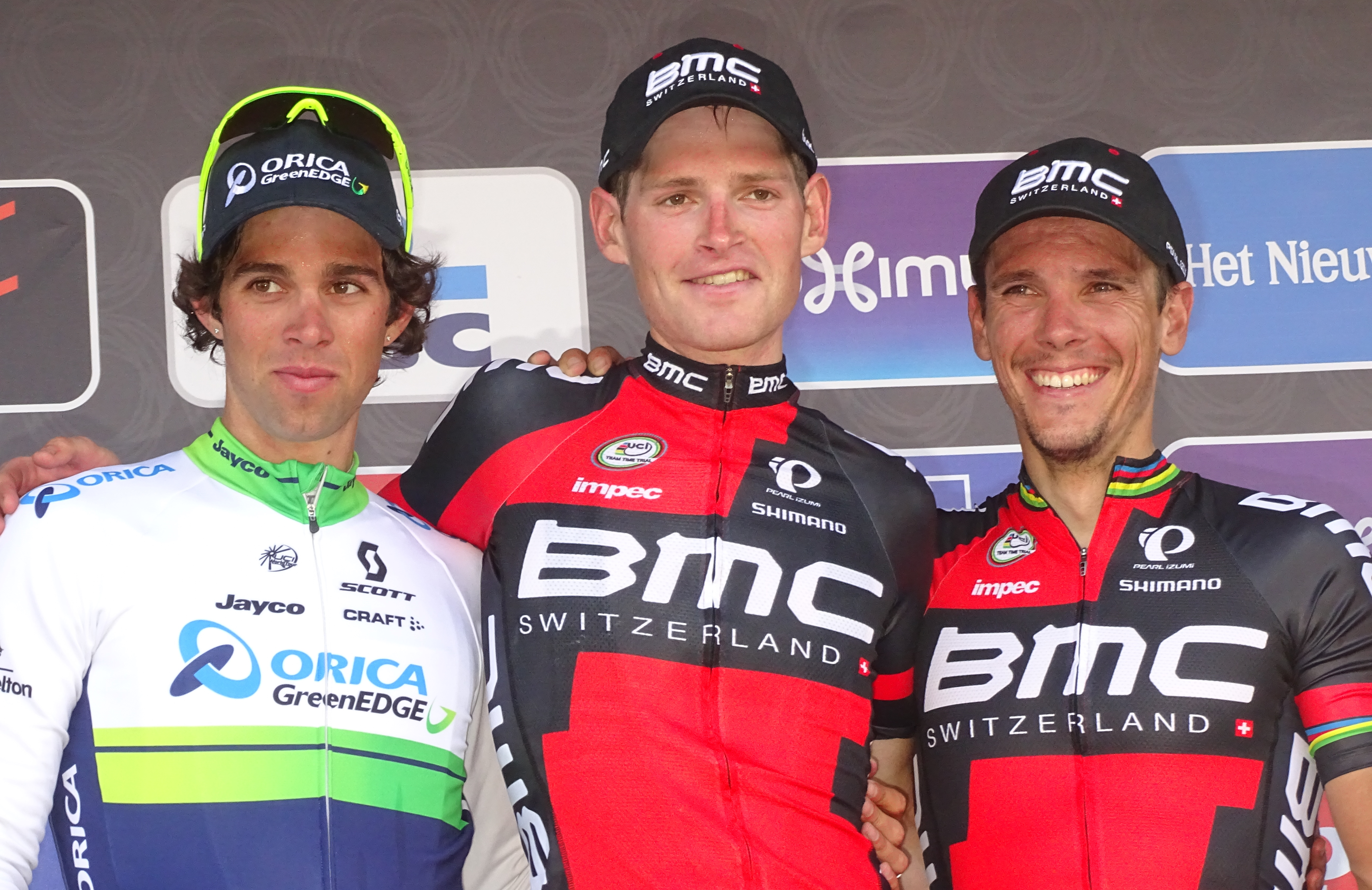
Podium de l'édition 2015 de la Flèche brabançonne : Michael Matthews (2e), Ben Hermans (1er) et Philippe Gilbert (3e).

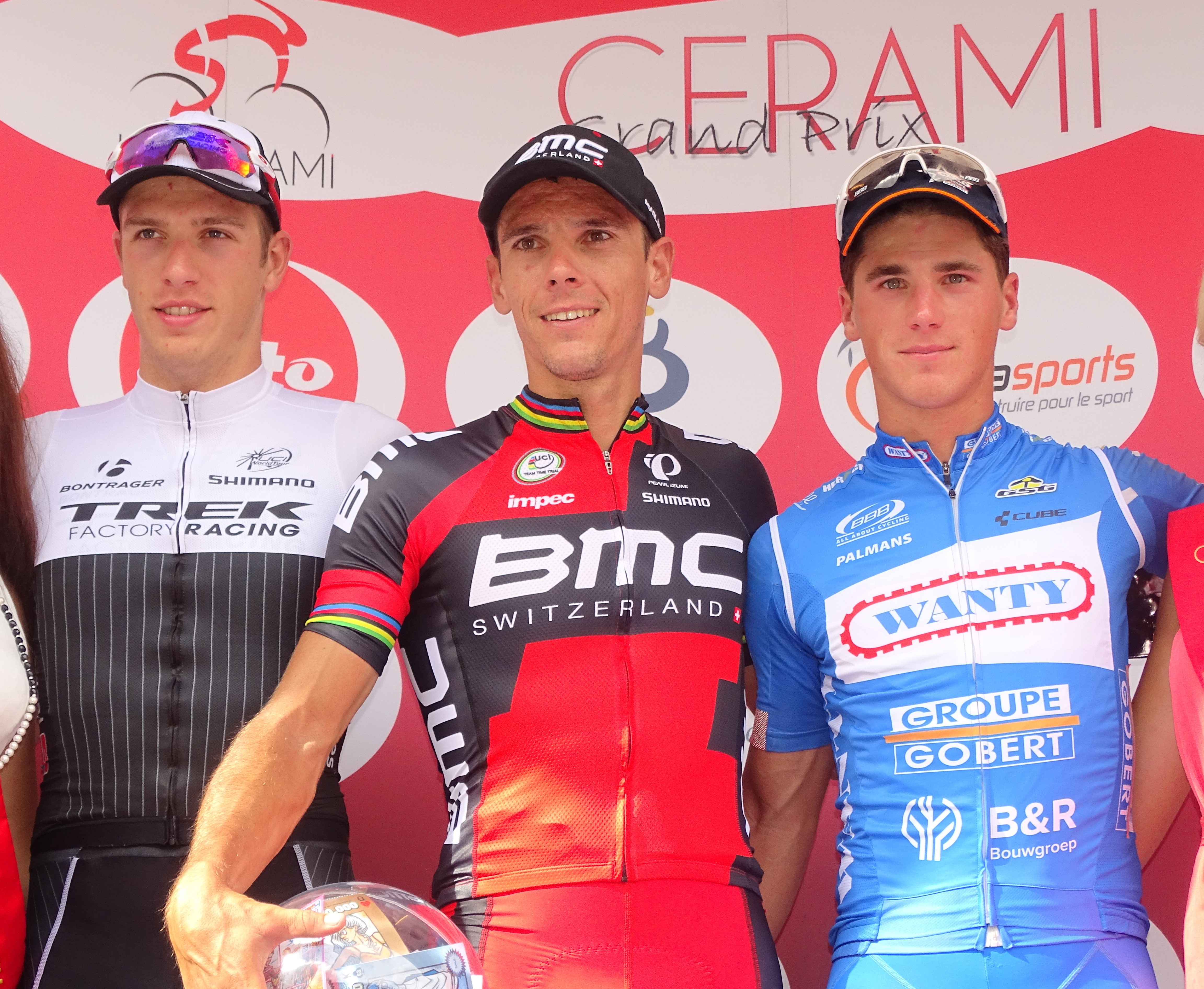
Podium de l'édition 2015 du Grand Prix Pino Cerami : Danny van Poppel (2e), Philippe Gilbert (1er) et Tom Devriendt (3e).

| Date       | Course                                    | Pays        | Classe | Vainqueur            |
| ---------- | ----------------------------------------- | ----------- | ------ | -------------------- |
| 22/01/2015 | 3e étape du Tour Down Under               | Australie   | WT     | Rohan Dennis         |
| 25/01/2015 | Classement général du Tour Down Under     | Australie   | WT     | Rohan Dennis         |
| 13/03/2015 | 3e étape de Tirreno-Adriatico             | Italie      | WT     | Greg Van Avermaet    |
| 26/03/2015 | 4e étape du Tour de Catalogne             | Espagne     | WT     | Tejay van Garderen   |
| 04/04/2015 | Volta Limburg Classic                     | Pays-Bas    | 1.1    | Stefan Küng          |
| 15/04/2015 | Flèche brabançonne                        | Belgique    | 1.HC   | Ben Hermans          |
| 01/05/2015 | 4e étape du Tour de Romandie              | Suisse      | WT     | Stefan Küng          |
| 03/05/2015 | 3e étape du Tour de Yorkshire             | Royaume-Uni | 2.1    | Ben Hermans          |
| 21/05/2015 | 12e étape du Tour d'Italie                | Italie      | WT     | Philippe Gilbert     |
| 28/05/2015 | 18e étape du Tour d'Italie                | Italie      | WT     | Philippe Gilbert     |
| 31/05/2015 | 5e étape du Tour de Belgique              | Belgique    | 2.HC   | Greg Van Avermaet    |
| 31/05/2015 | Classement général du Tour de Belgique    | Belgique    | 2.HC   | Greg Van Avermaet    |
| 09/06/2015 | 3e étape du Critérium du Dauphiné         | France      | WT     | BMC Racing           |
| 24/06/2015 | Championnat de Suisse du contre-la-montre | Suisse      | CN     | Silvan Dillier       |
| 28/06/2015 | Championnat de Suisse sur route           | Suisse      | CN     | Danilo Wyss          |

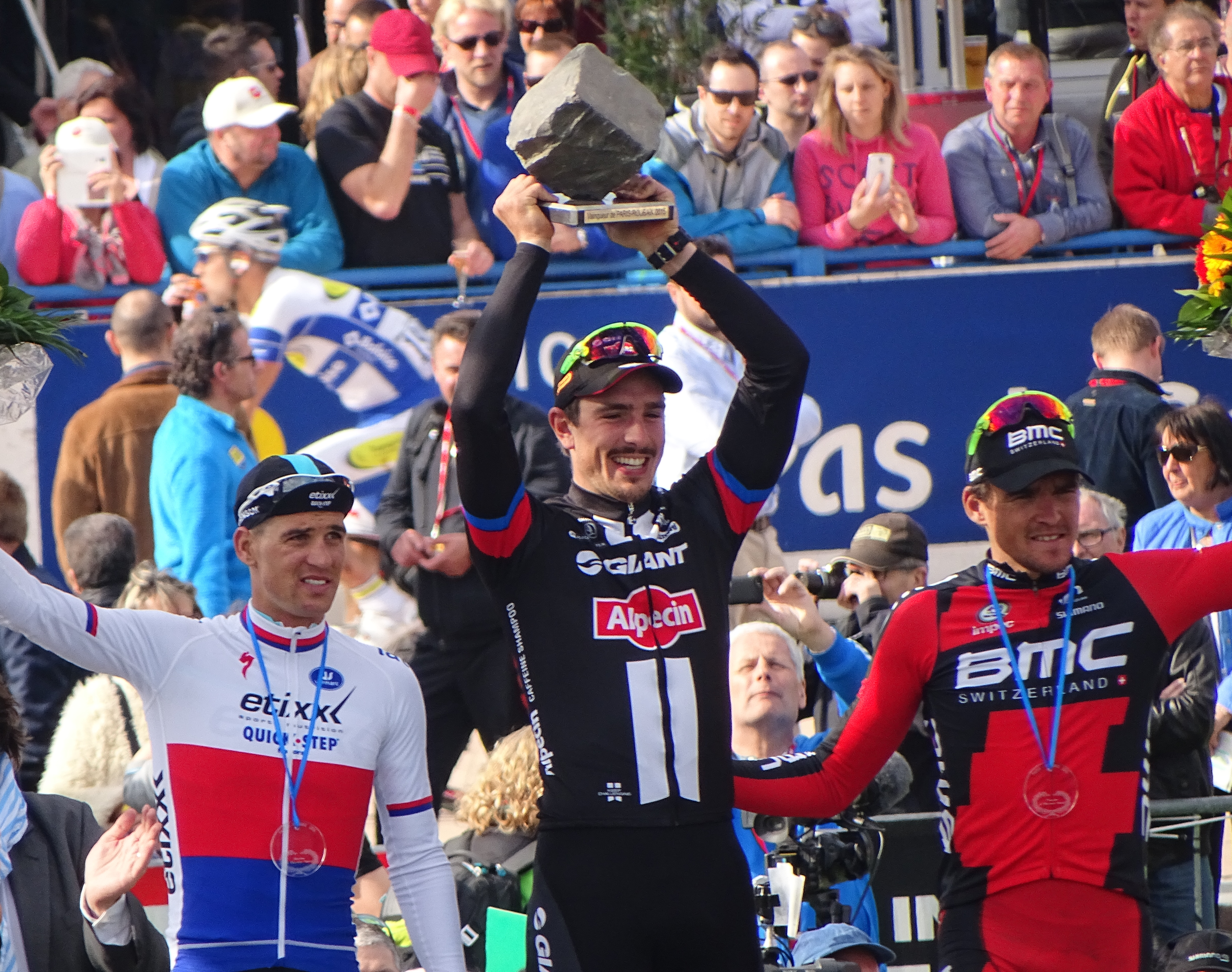
Podium de l'édition 2015 de Paris-Roubaix : Zdeněk Štybar (2e), John Degenkolb (1er) et Greg Van Avermaet (3e).

| 04/07/2015 | 1re étape du Tour de France               | France      | WT     | Rohan Dennis         |
| 07/07/2015 | 4e étape du Tour d'Autriche               | Autriche    | 2.HC   | Rick Zabel           |
| 12/07/2015 | 9e étape du Tour de France                | France      | WT     | BMC Racing           |
| 17/07/2015 | 13e étape du Tour de France               | France      | WT     | Greg Van Avermaet    |
| 22/07/2015 | Grand Prix Pino Cerami                    | Belgique    | 1.1    | Philippe Gilbert     |
| 27/07/2015 | 3e étape du Tour de Wallonie              | Belgique    | 2.HC   | Philippe Gilbert     |
| 02/08/2015 | RideLondon-Surrey Classic                 | Royaume-Uni | 1.HC   | Jempy Drucker        |
| 15/08/2015 | 3e étape de l'Arctic Race of Norway       | Norvège     | 2.HC   | Ben Hermans          |
| 16/08/2015 | 4e étape de l'Arctic Race of Norway       | Norvège     | 2.HC   | Silvan Dillier       |
| 16/08/2015 | 7e étape de l'Eneco Tour                  | Belgique    | WT     | Manuel Quinziato     |
| 17/08/2015 | 1re étape du Tour du Colorado             | États-Unis  | 2.HC   | Taylor Phinney       |
| 18/08/2015 | 2e étape du Tour du Colorado              | États-Unis  | 2.HC   | Brent Bookwalter     |
| 20/08/2015 | 4e étape du Tour du Colorado              | États-Unis  | 2.HC   | Rohan Dennis         |
| 21/08/2015 | 5e étape du Tour du Colorado              | États-Unis  | 2.HC   | Rohan Dennis         |
| 22/08/2015 | 1re étape du Tour d'Espagne               | Espagne     | WT     | BMC Racing           |
| 23/08/2015 | Classement général du Tour du Colorado    | États-Unis  | 2.HC   | Rohan Dennis         |
| 05/09/2015 | 14e étape du Tour d'Espagne               | Espagne     | WT     | Alessandro De Marchi |

### Résultats sur les courses majeures
Les tableaux suivants représentent les résultats de l'équipe dans les principales courses du calendrier international (les cinq classiques majeures et les trois grands tours). Pour chaque épreuve est indiqué le meilleur coureur de l'équipe, son classement ainsi que les accessits glanés par BMC Racing sur les courses de trois semaines.

#### Classiques
| Classique            | Milan-San Remo          | Tour des Flandres      | Paris-Roubaix          | Liège-Bastogne-Liège | Tour de Lombardie    |
| -------------------- | ----------------------- | ---------------------- | ---------------------- | -------------------- | -------------------- |
| Coureur (classement) | Greg Van Avermaet (19e) | Greg Van Avermaet (3e) | Greg Van Avermaet (3e) | Samuel Sánchez (29e) | Darwin Atapuma (28e) |

#### Grands tours
| Grand tour           | Tour d'Italie                                                   | Tour de France                                                                       | Tour d'Espagne                                                            |
| -------------------- | --------------------------------------------------------------- | ------------------------------------------------------------------------------------ | ------------------------------------------------------------------------- |
| Coureur (classement) | Damiano Caruso (8e)                                             | Samuel Sánchez (12e)                                                                 | Darwin Atapuma (56e)                                                      |
| Accessits            | 2 victoires d'étapes, Prix de la combativité (Philippe Gilbert) | 3 victoires d'étapes (Rohan Dennis, contre-la-montre par équipes, Greg Van Avermaet) | 2 victoires d'étapes (contre-la-montre par équipes, Alessandro De Marchi) |

### Classement UCI
| Rang | Coureur              | Points |
| ---- | -------------------- | ------ |
| 8    | Greg Van Avermaet    | 324    |
| 29   | Philippe Gilbert     | 179    |
| 38   | Rohan Dennis         | 135    |
| 49   | Tejay Van Garderen   | 96     |
| 57   | Cadel Evans          | 76     |
| 59   | Ben Hermans          | 71     |
| 69   | Damiano Caruso       | 54     |
| 89   | Darwin Atapuma       | 40     |
| 106  | Samuel Sanchez       | 30     |
| 122  | Alessandro De Marchi | 20     |
| 124  | Amaël Moinard        | 18     |
| 137  | Daniel Oss           | 14     |
| 139  | Jean-Pierre Drucker  | 12     |
| 166  | Manuel Quinziato     | 6      |
| 168  | Stefan Küng          | 6      |